# 1,4-Cicloexanodiol
| 1,4-Cicloexanodiol  | 1,4-Cicloexanodiol | 1,4-Cicloexanodiol | 1,4-Cicloexanodiol |
| ------------------- | ------------------ | ------------------ | ------------------ |
| Nomes               | Nomes              | 1,4CxDi            | 1,4CxDi            |
| cicloexano-1,4-diol |                    |                    |                    |

| Identificadores |
| --------------- |
| Chemspider      |
| Pubchem         |
| ChemIDplus      |

| Propriedades      | Propriedades                    |
| ----------------- | ------------------------------- |
| formula molecular | {\displaystyle {\ce {C6H12O2}}} |
| Massa molecular   | 116.16 g/mol                    |
| ponto de fusão    | 13.32°C                         |
| ponto de ebulição | 224.88°C                        |

1,4-Cicloexanodiol é um composto orgânico alcílico caracterizado por ter duas hidroxilas no cicloexano em lados opostos, é um álcool secundário formulado em {\displaystyle {\ce {C6H12O2}}}

## Fabricação
É fabricado principalmente a partir da reação de Succinaldeído e Etano em temperatura ambiente e em recipiente fechado